# Joseph Oughourlian
Joseph Marie Oughourlian (París, 15 de febrero de 1972) es un emprendedor, empresario y financiero francés con raíces armenias y libanesas. Fundador del fondo de inversión Amber Capital, es el mayor accionista del Grupo PRISA, ostentando su presidencia desde 2021, así como la presidencia del periódico El País desde 2025. Oughourlian es también presidente del Racing Club de Lens desde el 16 de junio de 2018.

## Biografía

### Orígenes y formación
Joseph Oughourlian nació en París el 15 de febrero de 1972. Es hijo del neuropsiquiatra Jean-Michel Oughourlian y nieto de Joseph Oughourlian que fue, de 1962 a 1983, primer vicegobernador del Banco del Líbano y superviviente del genocidio armenio. Su madre, enfermera, es inglesa.
Completó sus estudios secundarios en Sainte-Croix de Neuilly, donde obtuvo el bachillerato en 1989. Se graduó en la Escuela de Estudios Superiores de Comercio de París  (HEC Paris) y en el Instituto de Estudios Políticos de París (Sciences Po).
También obtuvo una maestría en economía de la Sorbona.

### Carrera profesional
Comenzó su carrera en cooperación en la Société Générale en 1994.Se mudó a Nueva York en 1996 donde comenzó, al año siguiente, a administrar fondos para Société Générale. Así es como llega a crear en octubre de 2001 el primer fondo Amber, utilizando capital inicial del banco.
En 2005, fundó el fondo de inversión Amber Capital en Nueva York. En 2012, trasladó la sociedad gestora a Londres debido a las numerosas inversiones que logra en Europa. La empresa también tiene oficinas en Milán donde Joseph Oughourlian invertirá  en una veintena de empresas diferentes.
A través de Amber Capital, Joseph Oughourlian actúa como gestor activoaumentando el capital de empresas que considera mal gestionadas y en cuya gestión busca influir.
En 2014, tras la marcha de Frédéric Vincent de su puesto de consejero delegado de Nexans, se puso al frente de la empresa.
En diciembre de 2015 fue nombrado miembro del consejo de administración del grupo de prensa español Prisa. Entre abril de 2019 y febrero de 2021 fue vicepresidente y accionista principal a través de la empresa Amber Capital,que gestiona 1100 millones de euros en activos. Desde febrero de 2021, es presidente no ejecutivo de la compañía.
En 2016, tomó una participación en la empresa internacional de videojuegos Gameloft y aumentó las apuestas entre Vivendi y Ubisoft. También animó a Total a incrementar su oferta en Saft.
En 2017, llevó a Solocal a reestructurar su deuda y consiguió que Lactalis aumentase su oferta en Parmalat. Dos años después, pidió a Suez que revisara su estrategia y vendiera su filial española Agbar.
En 2020 solicitó la expulsión de Arnaud Lagardère por mala gestión, del grupo, pidiendo la destitución del consejo de vigilancia de Lagardère.
En marzo de 2025 asumió la presidencia del periódico español El País, propiedad del Grupo Prisa que él mismo preside. Oughourlian ha concentrado en su persona una influencia sin precedentes en grupo, siendo presidente de Prisa, de El País y del diario AS. El hecho de no contar con un consejero delegado que equilibre su posición, además de que su designación como presidente de El País se llevase a cabo sin informar a otros accionistas, provocó un malestar generalizado entre estos.

#### Controversia por su gestión del grupo PRISA
Accionistas que representan un 40 % del capital han impulsado acciones legales contra Oughourlian argumentando que  aprobó una ampliación de capital acelerada por 40 millones de euros en 2025 sin suministrar información suficiente con antelación, contradiciendo los requisitos normativos. Durante la junta de accionistas, Oughourlian reconoció estar “harto de guerras internas” y afirmó que “Prisa no es un juguete”. No obstante, varios accionistas rebeldes —como los Polanco o Alfredo Utor— criticaron su gestión, alegando que la compañía “sigue dando pérdidas, quemando caja” y cuestionando su capacidad de dirección.
Debido a su gestión, se ha encontrado con criticas que lo califican de “desastre de gestor”, sosteniendo que ha mantenido a Prisa en “quiebra técnica durante años” y acusándolo de aprovecharse del sistema político para obtener beneficios propios. Además, Oughourlian ha sido reportado por The Times y medios como Vozpópuli equiparando los intentos del Gobierno de “adueñarse” de Prisa con prácticas del franquismo. Estas declaraciones causaron controversia por la carga simbólica de su comparativa.

#### Participación en deportes
Joseph Oughourlian comenzó a invertir en 2011 en el club colombiano Millonarios de la ciudad de Bogotá, pero dejó la gestión a su socio Gustavo Serpa. En 2021 poseía ya algo más del 85% de acciones del equipo siendo el accionista mayoritario.
En mayo de 2016 Joseph Oughourlian compró el club de fútbol Racing Club de Lens y el 16 de junio de 2018 asumió la presidencia del consejo de administración. Con la organización de las finanzas del club, reduce sus pérdidas de 17 millones a 3 millones mientras reclama una política de precios accesibles para los aficionados con los que evoca un «contrato» con el compromiso de mantener los precios bajos.  En diciembre de 2019 declara que «su sueño secreto es devolver Europa al estadio Bollaert»  y en julio de 2020 se convierte en presidente del nuevo Racing Club de Lens femenino.
En diciembre de 2017 se convirtió también en accionista del Calcio Padua, un club de fútbol italiano que juega en la Serie C, ascendido a la Serie B en 2018-2019.

## Vida personal
Joseph Oughourlian reside en Londres con su esposa Jennifer «Jennie» Banks y sus tres hijos, Jean, Alice y Julien. 
Es vicepresidente de la Unión General de Caridad de Armenia en el Reino Unido desde 2010.
También es uno de los principales patrocinadores de Sciences Po.